# Håkon Grjotgardsson
- No confundir con su abuelo Håkon Grjotgardsson (c. 820-870)

Håkon Grjotgardsson (apodado el Rico nórdico antiguo: Hákon jarl hinn riki, 875–910), era el hijo y heredero del jarl de Lade Grjotgard Håkonsson. Håkon gobernó el reino noruego de Trøndelag, el condado de Lade en la parte oriental de Trondheim, Noruega, al suceder a su padre. Håkon dispuso su residencia real en Ørlandet, en la desembocadura del Trondheimsfjord. La extensión real de sus dominios no se conoce con certeza.

## Herencia
Las sagas no mencionan a su consorte, pero mencionan a dos hijos:
- Grjotgard Håkonsson (vikingo)
- Sigurd Håkonsson